# Волошин, Валерий Абрамович
Валерий Абрамович Волошин (род. 24 апреля 1942) — советский и российский военный лётчик, космонавт-испытатель 3-го набора космонавтов ЦПК ВВС. Опыта космических полётов не имел. Полковник запаса.

## Биография
Родился 24 апреля 1942 года в городе Янгиюль Ташкентской области Узбекской ССР. После войны семья переехала в город Гусь-Хрустальный. 1959 году, после окончания местной средней школы, поступил курсантом в Черниговское высшее военное авиационное училище лётчиков, которое окончил с отличием в 1963 году по специальности «Боевое применение и эксплуатация самолетов» с квалификацией «лётчик-инженер».
По распределению служил лётчиком 274-го истребительно-бомбардировочного авиационного полка ВВС Московского военного округа. С 1964 года и до зачисления в отряд космонавтов проходил службу старшим летчиком 320-го гвардейского истребительного авиационного полка 9-й истребительной авиационной дивизии ВВС.

### Космическая подготовка
В 1965 году в ходе 3-го набора космонавтов ЦПК ВВС лейтенант Волошин прошёл медицинскую комиссию в Центральном научно-исследовательском авиационном госпитале. 28 октября 1965 года приказом Главкома ВВС № 942 назначен на должность слушателя-космонавта 1-го отряда ЦПК ВВС.
С 25 ноября 1965 года проходил общекосмическую подготовку, в ходе которой в марте 1967 года был включён в состав группы космонавтов, готовящихся по программе облёта Луны на корабле «Союз 7К-Л1», отрабатывал полётные задания вместе с Олегом Макаровым и Виталием Севастьяновым, был дублёром космонавта Павла Поповича.
В декабре 1967 года, после завершения общекосмической подготовки, был назначен во 2-й отряд космонавтов ЦПК. В 1967—1968 годах в составе условного экипажа вместе с Юрием Артюхиным принимал участие в испытаниях космического корабля «Союз 7К-Л1» на приводнение. В 1968 году в районе города Могадишо (Сомали) участвовал в групповых занятиях по астронавигации по южному небу.
9 апреля 1969 года приказом Главкома ВВС был отчислен из отряда космонавтов по состоянию здоровья. Точная причина неизвестна, по одной версии, причиной послужила травма, полученная во время тренировок, по другой — он имел вес 70 кг, что является предельным для космонавта, третья версия связана с его еврейскими корнями.

### Дальнейшая служба и деятельность
После отчисления из отряда космонавтов продолжил службу в ВВС. С 1969 года служил старшим лётчиком, с октября 1971 года — командиром авиационного звена, с ноября 1972 года — заместителем командира эскадрильи, штурманом 234-го гвардейского истребительного авиационного полка ПВО 9-й истребительной авиационной дивизии ВВС.
В 1976 году с отличием окончил Военно-воздушную академию имени Ю. А. Гагарина по специальности «Командно-штабная оперативно-тактическая авиационная». В июне того же года назначен начальником штаба, заместителем командира 306-го авиационного полка истребителей-бомбардировщиков, а в августе 1976 года — начальником штаба, заместителем командира 305-го авиационного полка истребителей-бомбардировщиков 26-й Воздушной армии Белорусского военного округа. В августе 1977 года назначен старшим офицером оперативного отдела штаба 26-й Воздушной армии. С января 1979 по январь 1981 года был командирован в Ирак консультантом от Министерства обороны. Принимал участие в боевых действиях.
С июня 1981 года служил заместителем начальника 1-го отдела штаба управления ВВС Туркестанского военного округа. Принимал участие в боевых действиях в Афганистане. В октябре 1985 года назначен заместителем начальника оперативного отдела штаба ВВС Ленинградского военного округа. Имел общий налёт на самолётах более 1000 часов, совершил 200 прыжков с парашютом, имел классную квалификацию военного лётчика 1-го класса. Был награждён орденом «За службу Родине в Вооруженных Силах СССР» III степени и восемью юбилейными медалями.
С декабря 1987 по март 1994 года преподавал на кафедре оперативно-тактической подготовки Военно-медицинской академии им. С. М. Кирова в Ленинграде. 21 марта 1994 года приказом министра обороны РФ № 0431 уволен из Вооружённых сил в запас в звании полковника.
С 1994 года работал директором строительной фирмы ЗАО «Ладья».